# جون جاي فيتز جيرالد
جون جاي فيتز جيرالد (بالإنجليزية: John J. Fitz Gerald)‏ هو محرر وصحفي أمريكي، ولد في 7 مارس 1893، وتوفي في 17 مارس 1963.